# Emperial Live Ceremony
Emperial Live Ceremony – album koncertowy norweskiego zespołu black metalowego Emperor wydany 15 maja 2000 roku przez wytwórnię płytową Candlelight Records. Materiał został zarejestrowany 14 maja 1999 roku w Londynie w klubie London Astoria LA2. Koncert został także wydany w formie VHS oraz DVD.

## Lista utworów
| Nr | Tytuł utworu                   | Długość |
| -- | ------------------------------ | ------- |
| 1. | „Curse You All Men”            | 5:43    |
| 2. | „Thus Spake The Nightspirit”   | 4:25    |
| 3. | „I Am the Black Wizards”       | 5:34    |
| 4. | „An Elegy Of Icaros”           | 6:11    |
| 5. | „With Strength I Burn”         | 7:48    |
| 6. | „Sworn”                        | 4:31    |
| 7. | „Night Of The Graveless Souls” | 3:10    |
| 8. | „Inno A Satana”                | 5:07    |
| 9. | „Ye Entrancemperium”           | 6:09    |
|    |                                | 48:38   |

| Utwory dodatkowe | Utwory dodatkowe                                          | Utwory dodatkowe |
| Nr               | Tytuł utworu                                              | Długość          |
| ---------------- | --------------------------------------------------------- | ---------------- |
| 1.               | „The Loss and Curse of Reverence” (wideoklip z 1996 roku) | 6:10             |
| 2.               | „Empty” (wideoklip z 2001 roku dodany w reedycji DVD)     | 4:18             |
|                  |                                                           | 10:28            |

## Twórcy
- Ihsahn – śpiew, gitara
- Samoth – gitara
- Trym Torson – perkusja
- Tyr – gitara basowa
- Charmand Grimloch – instrumenty klawiszowe